# Fred Hoiberg
Fredrick Kristian Hoiberg, detto Fred (Lincoln, 15 ottobre 1972), è un ex cestista, allenatore di pallacanestro e dirigente sportivo statunitense, professionista nella NBA, ex allenatore dei Chicago Bulls.

## Carriera
È stato selezionato dagli Indiana Pacers al secondo giro del Draft NBA 1995 (52ª scelta assoluta).

## Statistiche
| * | Primo nella lega |

### NCAA
| Anno      | Squadra           | PG  | PT | MP   | TC%  | 3P%  | TL%  | RP  | AP  | PRP | SP  | PP   |
| --------- | ----------------- | --- | -- | ---- | ---- | ---- | ---- | --- | --- | --- | --- | ---- |
| 1991-1992 | Iowa St. Cyclones | 34  | -  | 30,5 | 57,3 | 26,0 | 80,6 | 5,3 | 2,5 | 1,9 | 0,2 | 12,1 |
| 1992-1993 | Iowa St. Cyclones | 31  | -  | 32,8 | 55,0 | 36,7 | 81,6 | 6,3 | 3,0 | 1,8 | 0,0 | 11,6 |
| 1993-1994 | Iowa St. Cyclones | 27  | -  | 36,0 | 53,5 | 45,0 | 86,4 | 6,7 | 3,6 | 1,7 | 0,1 | 20,2 |
| 1994-1995 | Iowa St. Cyclones | 34  | -  | 36,8 | 43,8 | 41,2 | 86,1 | 5,6 | 2,2 | 1,1 | 0,1 | 19,9 |
| Carriera  | Carriera          | 126 | -  | 34,0 | 51,1 | 40,0 | 84,4 | 5,9 | 2,8 | 1,6 | 0,1 | 15,8 |

### NBA

#### Regular season
| Anno      | Squadra            | PG  | PT | MP   | TC%  | 3P%   | TL%   | RP  | AP  | PRP | SP  | PP  |
| --------- | ------------------ | --- | -- | ---- | ---- | ----- | ----- | --- | --- | --- | --- | --- |
| 1995-1996 | Indiana Pacers     | 15  | 1  | 5,7  | 42,1 | 33,3  | 83,3  | 0,6 | 0,5 | 0,4 | 0,1 | 2,1 |
| 1996-1997 | Indiana Pacers     | 47  | 0  | 12,2 | 42,9 | 41,4  | 79,2  | 1,7 | 0,9 | 0,6 | 0,1 | 4,8 |
| 1997-1998 | Indiana Pacers     | 65  | 1  | 13,4 | 38,3 | 37,6  | 85,5  | 1,9 | 0,7 | 0,6 | 0,0 | 4,0 |
| 1998-1999 | Indiana Pacers     | 12  | 0  | 7,3  | 28,6 | 11,1  | 100,0 | 0,9 | 0,3 | 0,0 | 0,0 | 1,6 |
| 1999-2000 | Chicago Bulls      | 31  | 11 | 27,3 | 38,7 | 34,0  | 90,8  | 3,5 | 2,7 | 1,3 | 0,1 | 9,0 |
| 2000-2001 | Chicago Bulls      | 74  | 37 | 30,4 | 43,8 | 41,2  | 86,6  | 4,2 | 3,6 | 1,3 | 0,2 | 9,1 |
| 2001-2002 | Chicago Bulls      | 79  | 8  | 17,8 | 41,6 | 26,1  | 84,0  | 2,7 | 1,7 | 0,8 | 0,1 | 4,4 |
| 2002-2003 | Chicago Bulls      | 63  | 0  | 12,4 | 38,9 | 23,8  | 82,0  | 2,2 | 1,1 | 0,6 | 0,1 | 2,3 |
| 2003-2004 | Minnesota T'wolves | 79  | 3  | 22,8 | 46,5 | 44,2  | 84,5  | 3,4 | 1,4 | 0,8 | 0,1 | 6,7 |
| 2004-2005 | Minnesota T'wolves | 76  | 0  | 16,7 | 48,9 | 48,3* | 87,3  | 2,4 | 1,1 | 0,7 | 0,2 | 5,8 |
| Carriera  | Carriera           | 541 | 61 | 18,4 | 43,1 | 39,6  | 85,4  | 2,7 | 1,6 | 0,8 | 0,1 | 5,4 |

#### Play-off
| Anno     | Squadra            | PG | PT | MP   | TC%  | 3P%  | TL%   | RP  | AP  | PRP | SP  | PP  |
| -------- | ------------------ | -- | -- | ---- | ---- | ---- | ----- | --- | --- | --- | --- | --- |
| 1998     | Indiana Pacers     | 2  | 0  | 10,0 | 37,5 | 50,0 | 100,0 | 2,0 | 0,5 | 0,5 | 0,0 | 4,5 |
| 1999     | Indiana Pacers     | 4  | 0  | 5,0  | 50,0 | -    | -     | 0,8 | 0,5 | 0,8 | 0,0 | 1,0 |
| 2004     | Minnesota T'wolves | 18 | 0  | 24,3 | 45,3 | 45,8 | 93,8* | 3,7 | 1,3 | 0,9 | 0,0 | 6,4 |
| Carriera | Carriera           | 24 | 0  | 19,9 | 44,9 | 46,0 | 94,4  | 3,0 | 1,1 | 0,8 | 0,0 | 5,3 |

#### Massimi in carriera
- Massimo di punti: 28 vs. Milwaukee Bucks (3 marzo 2001)[1]
- Massimo di rimbalzi: 12 vs Los Angeles Clippers (10 febbraio 2004)
- Massimo di assist: 13 vs Milwaukee Bucks (3 marzo 2001)
- Massimo di palle rubate: 5 Washington Wizards (11 aprile 2001)
- Massimo di stoppate: 3 vs Orlando Magic (4 febbraio 1997)
- Massimo di minuti giocati: 52 vs Milwaukee Bucks (3 marzo 2001)

### Allenatore
| Stagione | Squadra       | Regular Season | Regular Season | Regular Season | Regular Season | Regular Season         | Post Season                                |
| Stagione | Squadra       | V              | P              | % V            | G              | Posizione finale       | Post Season                                |
| -------- | ------------- | -------------- | -------------- | -------------- | -------------- | ---------------------- | ------------------------------------------ |
| 2015-16  | Chicago Bulls | 42             | 40             | 51,2           | 82             | 4º in Central Division | Manca i play-off                           |
| 2016-17  | Chicago Bulls | 41             | 41             | 50,0           | 82             | 4º in Central Division | Sconfitto al Primo Round dai Celtics (2-4) |
| 2017-18  | Chicago Bulls | 27             | 55             | 32,9           | 82             | 5º in Central Division | Manca i play-off                           |
| 2018-19  | Chicago Bulls | 5              | 19             | 20,8           | 24             | Esonerato              | -                                          |
|          | Carriera      | 115            | 155            | 42,6           | 270            |                        |                                            |

## Palmarès

### Giocatore
- Miglior tiratore da tre punti NBA (2005)